# Sigmund Freud
Sigmund Freud (Freiberg, actual Příbor, Moràvia, 6 de maig  del 1856 - Londres, Regne Unit, 23 de setembre del 1939) fou un metge i neuròleg que va treballar amb la hipnosi i en com podia utilitzar-se per a ajudar els malalts mentals. Va inventar una teoria psicologia, i un mètode de tractament de trastorns, la psicoanàlisi. És considerat el pare d'un llarg moviment filosòfic i els seus mètodes i teories tenen fins avui adeptes i crítics.
Freud va canviar el mode de fer de la psicologia, ja que abans d'ell els psicòlegs es limitaven a observar i descriure el comportament dels pacients. Freud va intentar explicar el perquè del comportament dels seus pacients. Tot i això, en voler fer una teoria tancada que ho explicava «tot» en molts aspectes és més aviat una obra filosòfica que una recerca científica. El filòsof Karl Jaspers (1883-1969) en recriminava el caràcter «totalitari» per voler explicar la totalitat de la humanitat amb «una teoria que recolza damunt unes poques suposicions sobre les pulsions». El fet que es presenta com una teoria global que duu una explicació per a «tot» és la seva principal feblesa.
En un primer temps va fer servir la hipnosi, una tècnica que va abandonar en favor de l'«associació lliure» i l'anàlisi dels somnis i pensaments en el que es coneix com «la cura de la parla». Aquests elements esdevingueren el punt de partida de la psicoanàlisi. Freud es va interessar especialment en el que llavors s'anomenava la histèria femenina, un concepte ‘calaix de sastre' al qual es categoritzava al pas del segle xix fins ben entrat al segle xx qualsevol comportament de dones no conforme a les rígides regles socials. Un altre camp d'estudi seu era la neurosi, una categoria vaga i mal definida, avui en desús, on cabia qualsevol patiment mental que no impedia la persona de funcionar en la societat. La nosologia psicoanalítica tenia grosso modo tres categories: afeccions psicosomàtiques, neurosi i psicosi. Freud es va limitar a estudiar els trastorns mentals dels pacients de la classe benestant de la Viena de la seva època que venien a consultar-lo. Va generalitzar les seves observacions, sense mai respectar el criteri del mostratge estadístic representatiu. A més, hi ha proves documentals que va adaptar els testimonis dels seus pacients a les seves teories. Entre molts errors de metodologia, no hi ha hagut cap control d'objectivitat entre el que els seus pacients van dir, i el que Freud va dir que li van dir.
Les teories de Freud i el tractament que donava als seus pacients van causar un gran xoc a la burgesia benanant de la Viena del fin de siècle. Si les seves idees i filosofia continuen tenint un cert interès i influència, pels múltiples errors de metodologia, se l'ha de considerar més aviat com un filòsof i moralista que com un cercador científic. Com a exemple, en una crítica de l'any 2003, els seguidors de Sigmund Freud el van considerar «…un gran científic de la medicina que descobrí importants veritats sobre la psicologia humana…», mentre que d'altres el veuen com «…un filòsof visionari que va replantejar la natura humana i ens va ajudar a fer fora tabús, però les seves teories, divulgades com a ciència, ensopegaren en un examen minuciós».
Però, devers 1920, la psicoanàlisi començava a semblar més una religió. «Els apòstols freudians van engendrar i apòstates que, al seu torn, van generar heretgies i un nombre desconcertant de sectes terapèutiques, cadascuna afirmant tenir un tros del veritable sofà» que s'assembla a una església llega.

## Biografia
Sigismund Schlomo Freud va néixer al si d'una família jueva a la ciutat de Freiberg (ara denominada Příbor, a la República Txeca) a l'any 1856. Son pare era un comerciant de tèxtil, originari de Renània.
Quan tenia quatre anys, la seva família es van establir a Viena l'any 1860, on va viure la major part de la seva vida. Freud era el primer fill, de vuit de l'Amelie, la segona esposa del seu pare. Sempre va ser un noi molt estudiós i aplicat, això li va proporcionar uns privilegis que els seus germans no tenien, com per exemple tenir habitació pròpia.
El 1877, abreujà el seu nom de Sigismund Schlomo Freud a Sigmund Freud. No se sap gaire sobre la seva joventut, ja que va destruir els seus escrits personals en dues ocasions, la primera vegada el 1885 i la segona al 1907.
Anna Freud, filla de Freud, també fou una psicoanalista, que es va dedicar l'estudi dels nens i llur desenvolupament psicològic. Sigmund Freud és l'avi del pintor Lucian Freud i de l'actor i escriptor Clement Freud, i besavi de la periodista Emma Freud, la dissenyadora de moda Bella Freud i del relacions públiques Matthew Freud. El 1886 es va casar amb la Martha Bernays i van tenir sis fills.
Freud era considerat pel seu entorn familiar i professional com una persona obstinada i amb un brillant talent, però molt obsessiu. El 1923 se li va diagnosticar un càncer de boca, però no va deixar mai d'escriure fins a la seva mort al 1939.
Al 1938 Àustria va ser ocupada pels alemanys i es va refugiar amb la seva família a Londres a Anglaterra. Hi va viure fins a la seva mort un any després el 1939, d'un càncer de laringe.

## Els arxius inaccessibles
La major part dels seus escrits es conserven als Arxius de Sigmund Freud, dins de la Biblioteca del Congrés dels Estats Units. Els hereus només donen accés a deixebles ortodoxos del cercle fidel a la filosofia del fundador. Van tancar un acord amb la Biblioteca per a protegir les informacions sobre el començament del freudisme contra la «curiositat» de cercadors independents. En una carta d'Anna Freud a Kurt Eisler del 1951 escriu que s'ha d'evitar que «els arxius siguin accessibles a biògrafs no autoritzats». Un segon arxiu, es troba al Museu Freud a Londres. Conté unes deu mil lletres, documents i exemples de premsa.
El biògraf oficial, Ernest Jones, se'n va poder servir per fer la biografia oficial, força hagiogràfica. Va crear un personatge de llegenda i reservar la informació a «una societat molt privada i molts secreta, els sols freudians veritables». El món científic es sorprèn del fet que els epígons ortodoxos mantenen la informació classificada com a top secret. Els conservadors de l'arxiu „-són massa protectors de la llegenda de Freud i massa sovint refusen l'accés a cercadors independents del moviment freudià. Un quart dels documents només sera accessible el 2133.
Va palesar, per exemple, que Anna Freud i Ernst Kris van fer molts retocs, no conformes a les regles d'una edició crítica en l'edició de 1950 de la correspondència amb Wilhelm Fliess, que Jeffrey Moussaieff Masson només va poder corregir en la nova edició de 1985.

## La carrera de Freud
Freud primer va voler estudiar dret, però finalment es va decantar per la medicina. Va ingressar a la Universitat de Viena l'any 1873. Allà va desenvolupar el seu interès per les investigacions, sobretot de caràcter animal. Va estar molt influenciat pel seu professor Ernest Brüke. El seu tutor a la universitat, Theodor Meynert el va aconsellar que s'especialitzés en el camp de la neurologia i neuropatia. Així ho va fer i al 1881 es va graduar.
Volia dedicar tota la seva vida a la recerca científica, però per motius econòmics es va posar a treballar com a metge a l'Hospital General de Viena. Tot i així, en el seu temps lliure es dedicava a estudiar els efectes de la cocaïna, i en va consumir.
Al 1885 va passar uns mesos a París, a l'Hospital de la Pitié-Salpêtrière, amb el famós neuròleg Jean-Martin Charcot. Allà va descobrir el tractament que feia aquest neuròleg contra la histèria, aplicava la hipnosi. Al 1886 va començar la pràctica de la neuropatologia i seguint aquest camí va arribar a la psicoanàlisi. Des del començament els seus companys es van oposar a les seves idees.
Va publicar el seu primer llibre el 1891 titulat l'Afàsia. Després d'aquest llibre va continuar publicant
Sigmund Freud, a la fi de la vida, la resumia d'aquesta manera en el sol enregistrament que en tenim: «Vaig començar la meva activitat professional com a neuròleg mirant d'alleujar els meus pacients neuròtics. Sota la influència d'un amic més antic i pels meus propis esforços, he descobert alguns fets importants i nous sobre l'inconscient en la vida psíquica, el paper dels impulsos instintius, etc. D'aquestes descobertes va créixer una nova ciència, la Psicoanàlisi, una part de la psicologia i un nou mètode de tractament de les neurosis. Vaig haver de pagar molt car per aquesta mica de bona sort. La gent no creia en els meus fets i pensava que les meves teories eren insípides. La resistència va ser forta i implacable. A la fi he reeixit a adquirir alumnes i crear una Associació Psicoanalítica Internacional. Però aquesta lluita encara no s'ha acabat.»

### Freud i l'antisemitisme
Tot i que Freud era ateu, no va renunciar a la seva condició de jueu de la família,[1] encara que tenia clar l'obstacle i el perill que podia representar l'antisemitisme en la seva vida, tot i que ell mai va practicar la religió. Les preocupacions de Freud per l'antisemitisme són tant a nivell personal, com en relació amb el seu treball teòric i, també, com a objecte d'estudi.
Amb motiu de les persecucions antisemites a Europa, la família se'n va anar de la República Txeca, quan Freud era molt petit, cap a Viena. A Àustria va ser el país on va viure pràcticament tota la seva vida i, més endavant, el 1938, després de l'annexió d'Àustria per part de l'Alemanya nazi, va anar cap a Londres (Regne Unit), on es refugià del Tercer Reich.[2] Una part de la família va morir als camps d'extermini nazis.[3]
Freud veia en l'antisemitisme un dels impediments més importants per al desenvolupament al món de la seva teoria psicoanalítica. Per aquest motiu, són nombroses les accions de Freud per aconseguir que el Moviment Psicoanalític deixés de ser patrimoni quasi exclusivament de l'ambient jueu il·lustrat vienès.[4] Aquesta convicció de Freud té com a resultat més conegut l'adopció del suís Jung com a deixeble.
Va tractar l'antisemitisme en el seu llibre Moisès i el monoteisme. Hi situa les arrels de l'antisemitisme en l'inconscient, com a resultat de la gelosia per la pretensió jueva de ser «el poble primogènit, fill favorit de Déu Pare», pel temor a la circumcisió, associat a la por de la castració, i el «rancor contra la nova religió» o el cristianisme), i projectant-se, d'aquest cristianisme, a la font on va eixir, és a dir, el judaisme. De tota manera, Freud tot i que va patir les conseqüències de l'antisemitisme imperant en l'Europa d'eixa època, no es va deixar acoquinar, tant quan era un estudiant de la universitat, com, més tard, quan ja era un personatge reconegut.

## Uns conceptes bàsics de la teoria freudiana
Freud va desenvolupar una teoria de la ment i la conducta humana, i una tècnica terapèutica per a ajudar persones malaltes mentals. A les acaballes del segle xix, Freud havia revolucionat la percepció occidental de la infància amb la seva teoria, en ser el primer a sostenir l'existència de la sexualitat infantil. Va formalitzar les seves hipòtesis al respecte en l'obra Drei Abhandlungen zur Sexualtheorie (Tres assaigs sobre teoria sexual), publicada el 1905.
Probablement, la contribució més significativa que Freud ha fet al pensament modern és el seu concepte de l'inconscient. Durant el segle xix, el pensament predominant a Occident fou el positivisme, que afirmava que les persones podien acumular coneixements reals sobre elles mateixes i sobre el món que les envolta, i exercir control sobre ambdós per mitjà de la raó. Freud, però, trobava aquestes afirmacions falses, i pretén que no som totalment conscients de tots els nostres pensaments. Sovint actuem per raons que no tenen res a veure amb el que pensem. El concepte d'inconscient fou revolucionari i proposava que la ment es dividia en tres capes i que hi havia pensaments que circulaven «sota la superfície», és a dir en l'inconscient.

## Conscient, preconscient i inconscient
Les tres capes descrites per Freud van ser:
- Conscient: està format per totes les vivències que ens som conscients d'haver-les viscut, els subjectes podem explicar el que hem fet i el perquè.
- Preconscients: És la capa entre el conscient i l'inconscient, a la qual podem tenir accés amb una mica d'esforç. és la memòria ordinària, de fàcil accés per l'individu, però que quan no necessitem la informació emmagatzemada la trobem en estat latent.
- Subconscient: no és accessible pel conscient i sense que nosaltres ens en adonem ens influenciaria. És on s'emmagatzemarien tots els records dolorosos.

A l'inconscient és on pretén que s'emmagatzema tot allò dolorós mitjançant la repressió. La repressió tindria gran importància en el coneixement de l'inconscient. D'acord amb Freud, les persones sovint experimenten pensaments i sentiments que són tan dolorosos que no poden aguantar-los. Malgrat experimentar aquest dolor tan fort, la repressió no consisteix en eliminar aquests pensament, ja que no es pot, sinó que els fan romandre a l'inconscient per evitar el patiment que ens provoca recordar-ho. Tanmateix a vegades la repressió es relaxa i és quan allò dolorós floreix al conscient i és de fàcil accés per l'individu.
Més tard, Freud intentà trobar patrons de repressió entre els seus pacients per fer-ne un model general per a la ment, observà que els seus pacients reprimien fets diferents. A més, Freud observà que el procés de la repressió és, en si mateix, un acte no conscient (és a dir, no esdevenia a través de la intenció dels pensaments o sentiments conscients). Freud va suposar que les repressions de les persones estaven determinades en part pel seu inconscient. L'inconscient seria a la vegada causa i efecte de la repressió.

### Maneres d'accedir a l'inconscient
No es pot accedir a l'inconscient de manera directa però es manifesta de manera indirecta pels somnis, :
Els somnis. Quan somiem és quan la repressió es relaxa fàcilment i llavors s'obriria com una finestra a l'inconscient. A partir d'analitzar els somnis arriba a la conclusió que els somnis expressen desig i tenen contingut manifest i contingut latent. Aquesta teoria està desenvolupada en el llibre La interpretació dels somnis.
Exposa la teoria sobre pèrdues de memòria, paraules oblidades, lapsus, errors en la lectura i escriptura en l'obra Der Witz und seine Beziehung zum Unbewußten («L'acudit i la seva relació amb l'inconscient»). Freud va voler explicar la importància social dels acudits i per què en fem. Amb els acudits, que són accions voluntàries, ajuden a relaxar la tensió que ens provoca la repressió en l'inconscient, ens permeten estalviar «energia» i d'aquí sorgeix el plaer i el riure que ens provoquen, també perquè l'humor és com retornar a la infantesa, és com reviure un joc infantil a la vida adulta. Perquè el riure sigui terapèutic ha de produir-se per estalviar-se energia en la repressió, no qualsevol riure és terapèutic.

## Teoria de l'estructura de la personalitat
La teoria sobre l'estructura de la personalitat complementa les capes de consciència amb les «instàncies» de l'allò, el jo i el superjò. És una mena d'al·legoria, com si en al cap de l'humà hi cohabitessin tres homuncles, cadascú amb els seus propis desitjos, pensaments i records, entre els quals es desenvolupa un drama permanent, com si a l'interior de la psique, n'hi hauria una segona psique intel·ligent. Va crear dins de la ment humana un escenari on es fan batalles antropomòrfiques dramàtiques: la lluita entre el jo, el superjò i l'allò, moguts per pulsions de vida i de mort, entre llum i foscor, entre Eros i Tànatos… Escriptor talentós, l'al·legoria va seduir molts, però són explicacions filosòfiques, difícils de provar.

### L'allò
Segons la concepció freudiana de l'estructura de la personalitat, l'id o allò n'és l'element més primitiu. Quan una persona neix, tan sols està dotat de l'allò, és totalment inconscient, irracional i el dipòsit on es generen i es guarden les nostres pulsions. El seu objectiu seria aconseguir la felicitat absoluta.

### El superjò
El superjò es la força que reprimeix els instints i pulsions instintives que provindrien de l'allò. Es crea per les prohibicions que el pare i la societat imposen durant la infància i l'adolescència. El superjò decideix que és acceptable i que no per tal que l'individu es pugui adaptar en la societat en què viu. El superjò té dues parts: la consciència moral que internalitza els costums, els càstigs, les restriccions morals, etc. i el jo ideal la persona perfecta que ens somiem.

### El jo
El jo és el que uneix l'allò (la part irracional) amb el superjò (la part racional extrema). Dona unitat al subjecte i fa de mediador entre les dues parts.
El jo s'explica mitjançant el principi de la realitat, en que el Jo intentarà satisfer les demandes de l'Allò. Voldrà aconseguir el màxim de plaer i felicitat sense posar en perill l'individu, però amb el filtre del Súper-Jo, ha de fer l'equilibri entre els dos.
L'allò envia la pulsió, l'instint o el desig cap al jo, però aquest ha de passar pel filtre del superjò. Si aquest la considera acceptable, la deixarà passar, però si no, actuarà de barrera i no passarà. Arriba un moment en què el jo es troba pressionat, per l'Allò i el superjò, que s'ha de defensar d'alguna manera. Això ho fa a través dels mecanismes de defensa, que són mitjans que utilitza el jo per donar sortida a les pulsions inacceptables, i així evitar el sentiment de culpa. El sentiment de culpa es dona quan una autoritat externa et diu que no i el teu Allò desitja que sí. El Súper-Jo reprimeix el Jo, i et fa sentir culpable perquè tu ho desitges però no ho pots aconseguir. Com més ens reprimeixi el Súper-Jo fa que el sentiment de culpa sigui més gran.
El que fa llavors el Jo és bloquejar inconscientment aquestes pulsions o les distorsiona per tal que siguin menys amenaçadores. Alguns exemples d'aquests mecanismes de defensa són:
- Sublimació: consisteix a canalitzar els desitjos (pulsions fetes conscients) que es consideren inacceptables cap a activitats que es consideren sublims, és a dir, que reben un gran reconeixement. Per exemple, si una persona té desitjos de matar el seu germà, ho canalitzarà escrivint una novel·la on el protagonista matarà el seu germà.
- Racionalització: consisteix a intentar trobar una explicació racional i argumentada als nostres desitjos o actes.
- Negació: consisteix a negar experiències que són desagradables o massa doloroses per poder competir-hi.

El Jo fa equilibri entre l'Allò (la part biològica, innata) i el Súper-Jo (la part d'influència de la societat).

## Les pulsions
Les pulsions són unes forces que ens mouen i mai no paren i necessitats que mai no podrem satisfer del tot. Les pulsions són universals. Provenen del fons de l'ànima, de l'allò, tot i així l'energia del Tànatos s'acaba emmagatzemant al superjò
Les primeres pulsions que va descriure van ser les sexuals i les de l'autoconservació que tindríem innats. Considera la sexualitat com una necessitat fisiològica. La pulsió de l'autoconservació fa referència a cobrir les necessitats bàsiques de l'individu (menjar, beure, dormir, reproduir-se…), és una pulsió per viure que va nomenar «Eros», libido o pulsió de vida. Al principi va intentar d'explicar ho tot el comportament humà a partir de l'Eros, però es va adonar que hi havia temes que no podia explicar des d'aquesta teoria com les guerres
Amb el concepte de l'Eros no podia explicar certs fets, com les guerres o matances. Llavors hi va afegir el concepte del Tànatos o pulsió de la mort. És la recerca del dolor, la tendència a l'autodestrucció, l'agressivitat i la destrucció de l'humà. Amb aquest concepte, sí que podia explicar perquè els humans fan guerres o ens recreen situacions que ens provoquen dolor.
En tot organisme hi hauria una lluita constant entre la pulsió de la Vida i la de la Mort, que dura tota la vida fins que finalment acaba vencent el Tànatos, ja que tota persona acaba morint.

## Viure en societat
Freud creia que la gent viu en societat perquè els interessa, però això provoca que les persones hagin de restringir les seves pulsions, ja que, si no, la convivència seria impossible. Per això afirma en el seu llibre El malestar en la cultura que «el sentiment de culpabilitat és el preu de la cultura i el de ser civilitzats».
Freud en El malestar en la cultura explica que la cultura i societat serveix per posar límits a les nostres llibertats. Creiem que si no tinguéssim límit aconseguiríem l'absoluta felicitat, però no seria així perquè la vida seria una guerra constant de tothom contra tothom, per tant ens resignem a no assolir la major felicitat i acceptem la cultura com a limitador de les nostres accions.
Viure en societat vol dir que els individus que viuen en ella fan grans sacrificis per no complir les seves pulsions. El jo a de controlar els impulsos que fa l'allò per que la societat aprovi la seva conducta. Per beneficiar-se de la societat s'han de controlar els impulsos, sobretot sexuals i agressius.
Les dues raons principals que fan que vivim en societat són: la necessitat d'unir-se per repartir-se la feina, el treball, i la seguretat que proporciona la societat en les relacions. I les funcions principals que la societat fa són:
- Defensar els individus de perills com malalties, inundacions o la gana.
- Controlar els instint com l'incest, el canibalisme i els homicidis.
- Establir les metes per que els individus s'esforcin en voler-les aconseguir.

## Religió
Freud rebutjava les explicacions religioses perquè no tenien base científica. Creia que els individus havien de pensar mantenint la coherència en tot moment i de forma objectiva. Considerava que la religió genera als creients un sentiment oceànic, una sensació d'infinitud i que aquest sentiment els recorda a la infantesa i la vida sense preocupacions que tenien, ja que els adults els protegien de qualsevol mal. Per això les persones van crear la figura dels déus i les religions necessitaven cobrir aquest desemparament infantil, necessitaven i volien sentir la protecció que havien sentit en la infantesa. Les funcions que atribueix Freud a les religions són:
- Protegir els individus de les forces naturals.
- Harmonitzar les persones creients amb la mort.
- Compensar el dolor que comporten les relacions i la vida civilitzada.
- Establir normes socials.

Freud es refereix a les religions com a il·lusions. No diu que siguin mentida, sinó que són poc probable de que siguin veritat. Tot i així parteixen de la necessitat real que tenen els individus de cobrir el desemparament infantil que senten. Pensava que la ciència venceria la religió i aquesta anirà desapareixent. Per això, s'haurà de crear una moral laica que reguli les nostres relacions, que reemplaçaria les normes religioses.

## Aportació sociològica
Per una banda, la teoria de la personalitat de Freud, corresponent a la segona tòpica, inclou el superjò, la instància que segons ell, seria formada per la internalització del món social. Aquesta, entre d'altres, perpetua la influència parental, adquirida durant la socialització primària descrita per Berger i Luckmann.
Per altra banda, en l'obra El malestar en la civilització, exposa les tres fonts de malestar que hi ha en la cultura: la decadència del propi cos; la supremacia de la naturalesa i les relacions socials. Respecte d'aquesta última, l'autor, posa de manifest la següent paradoxa: l'home necessita viure en societat, però alhora, aquesta mateixa societat li limita el seu allò, i, consegüentment, l'home està condemnat a ser infeliç. Per entendre l'esmentada paradoxa, s'ha de tenir present que el compliment de les pulsions originades en l'allò ens impediria viure en col·lectivitat. Viure en societat i satisfer els desitjos més profunds dels éssers humans seria incompatible.
Des de l'òptica freudiana, la civilització ha aconseguit dominar les pulsions més primàries, l'incest i el canibalisme, passant d'una coerció externa (decret o llei) a una coerció interna (superjò). Així doncs, Freud assegura que, en la mesura que hi hagi més individus moderats per aquest superjò, la civilització restarà més segura. Fins al moment, per a tal efecte, l'autor, remarcà que la religió n'ha estat un punt clau. No obstant, també popularitzà que, aquesta, sols és un mecanisme psicològic inventat pels humans davant d'un desig profund de protecció i de poder. Finalment, vaticinà que la religió acabaria desapareixent, ja que el que ens proporciona, també ens ho pot facilitar la racionalització.

## Crítiques
Freud pretenia seguir un mètode científic, però en molts casos les seves conclusions eren poc clares i es recolzaven en dades insuficients, en alguns casos feia afirmacions indemostrables. S'ha provat que en certs casos adaptava el relat dels seus pacients en els seus escrits per fer-les coincidir amb la seva teoria. El mètode científic exigeix en canvi, d'adaptar la teoria, quan els fets de la realitat no hi quadren.
Diversos autors van demostrar que Freud ha falsejat els resultats de les seves investigacions. Historiadors i periodistes han mostrat que hi ha una gran divergència entre l'evolució dels casos clínics tal com Freud els relata en els seus textos i els casos reals. Un dels casos més famosos és el de l'ucraïnès Sergius Pankejeff («l'home dels llops»), investigat per la periodista Karin Obholzer, que va interviuar Pankejeff i va demostrar que Pankejeff mai no es va curar. A més, Pankejeff li va explicar que mai no va creure en la famosa escena primitiva (Urszene) que Freud va reconstruir a partir del seu somni. També va testimoniejar que no es reconeixia a si mateix en les Memòries que la psicoanalista Muriel Gardiner, que havia continuat la teràpia després de la mort de Freud. Obholzer va ser la primera persona, que no era membre del cercle íntim dels deixebles freudians que va poder acostar-s'hi, malgrat els esforços de Gardiner i Kurt Eissler per dissuadir-lo d'acceptar l'interviu.
Alguns altres afirmen que la psicoanàlisi realment no serveix, simplement que les teories tendeixen a l'autosatisfacció. Qualsevol atac contra elles, es pot fer servir per verificar que són certes dient que són fruit de la repressió. Com que el mètode freudià pretén desvelar els nostres desitjos més foscos, qualsevol crítica és interpretada com una prova de la teva «resistència» contra les veritats desagradables. Aquesta elusivitat la fa sospitosa als científics: el refús de la teoria de Freud esdevé la prova que Freud té raó.
El model psicosexual que Freud va desenvolupar ha estat criticat des de diferents fronts. Alguns han atacat l'afirmació de Freud sobre l'existència d'una sexualitat infantil i, implícitament, l'expansió que va fer Freud de la noció de sexualitat. Altres han acceptat la noció de sexualitat de Freud, però han argumentat que aquest patró de desenvolupament no és universal, ni necessari en el desenvolupament de la salut mental.
Freud pretenia que el seu model, basat en observacions de la classe mitjana austríaca, fos universalment vàlid. Tots els seus clients eren gent benestant que tenien els mitjans per pagar els tractaments. Era un context purità ben particular en el qual no es podia parlar de la sexualitat i els anomenats instints baixos. No respon als criteris de mostreig que la ciència exigeix per poder generalitzar un teoria a tota la humanitat.
En la psiquiatria moderna es van desenvolupar noves terapies per tractar els trastorns mental. Tot i que els conceptes bàsics de neurosi i histèria s'han abandonat per l'escassa precisió de la descripció, a més d'un biaix masclista en el concepte d'histèria femenina. Algunes persones continuen practicant la psicoanàlisi freudiana ortodoxa, però la majoria dels psiquiatres ja no fan servir el mètode freudià per manca d'eficiència. Encara s'estudia, més aviat, com a inspiració filosòfica o per a raons històriques. Avui en dia algunes persones busquen en la psicoanàlisi no pas una cura, sinó una part del seu procés d'autoconeixement.
La psicologia cognitiva, psicologia conductista i psicologia biològica consideren el seu treball com a pseudocientífic. Des d'aquest àmbit, gran part de les teories de Freud han estat abandonades en no ser consistents amb la metodologia científica. El problema és que només duu proves clíniques o anecdòtiques. Treu conclusions generals d'uns pocs casos concrets a partir dels seus records dels records dels seus clients. Hi obvia i contradiu la seva pròpia teoria, que els relats dels clients no són gaire fiables, car transformats per la lluita entre el jo, el superjò i l'allò.
Les minories sexuals critiquen la seva teoria per considerar l'homosexualitat com una perversió. En la tradició judeocristiana, perversió per als psicoanalistes és qualsevol sexualitat que no és procreativa o que no fa part dels jocs preliminars del «veritable coit» entre una femella i un mascle. El gran impacte cultural de les teories de Freud sobre el desenvolupament psicosexual i una manca de rigor en la seva interpretació va popularitzar la idea de l'homosexualitat com una malaltia, augmentant, a la primera meitat del segle xx, la internació d'homosexuals en instituts de salut mental. El tractament psicoanalític va ser utilitzat durant diverses dècades per intentar curar l'homosexualitat. Les seves teories van establir la base de diverses psicoteràpies. No obstant això, el mateix Freud va sostenir realment en molts dels seus treballs explicacions sobre la «inversió sexual» com el resultat d'una «elecció d'objecte», que no demana un judici moral o ètic ni el veredicte de «insanitat». Va prendre com a exemple els antics grecs i grans figures de la història, eximeix de culpes els homosexuals, i es va limitar a advertir sobre els problemes que poden tenir en la societat quan els cànons morals que els són adversos.

### Karl Popper
Karl Popper el critica en el seu treball sobre la filosofia de la ciència per basar la teoria en hipòtesis no falsables i per replantejar l'evidència quan no confirma les hipòtesis recorrent a allò infalsable. En el seu model de demarcació de la ciència, Karl Popper va prendre la psicoanàlisi com a exemple de pseudociència, en contrast amb la teoria de la relativitat d'Albert Einstein. Popper va observar que, mentre que les condicions de refutació de les hipòtesis d'Einstein estaven determinades amb precisió i Einstein estava disposat a començar de nou si l'evidència no les sustentava, les teories de Sigmund Freud eren infalsables i li permetien reinterpretar l'evidència per mantenir les hipòtesis malgrat la manca de suport empíric. La filòsofa Clavel de Kruyff refuta la crítica de Popper en concloure que «[la psicoanàlisi] sigui una ciència empírica o no, no és important» perquè hi ha «altres formes de coneixement que la ciència».

### Adolf Grünbaum
- Adolf Grünbaum considera que la psicoanàlisi només és infalsable en la situació analítica per la relació circular que genera en les explicacions sobre desitjos inconscients. Grünbaum considera que la teoria sí que pot ser falsada i que resulta ser falsa.[33][34]

### Hans Eysenck
- En la dècada dels anys 1960, Hans Eysenck va recopilar i criticar tots els estudis existents sobre l'efectivitat de la psicoanàlisi. El resultat va ser que el tractament psicoanalític no duu cap millora de la taxa de remissió espontània (sense tractament) de la neurosi.[35] Eysenck va afirmar que Freud «va ser, sens dubte, un geni, no de la ciència, sinó de la propaganda, no de la prova rigorosa, sinó de la persuasió».

### Feminisme
Moviments feministes critiquen Freud per descriure la dona com un «home sense fal·lus» i pel concepte d'enveja del penis.

### Malinowski
L'antropòleg Bronisław Malinowski, després d'una investigació de camp a les Illes Trobriand, va criticar la tesi freudiana sobre la universalitat del complex d'Èdip, alhora del seu origen biològic. Freud havia postulat l'existència del complex en totes les societats humanes a Tòtem i tabú. Malinowski va refutar aquest postulat. Rebutja el model darwinià evolucionista sobre el qual Freud va fonamentar el seu assaig antropològic i demostra que, en l'estructura matrilineal dels trobiandesos, la presència de les mares en la vida dels nens era bastant reduïda. Les dones hi duen les activitats econòmiques i que els pares tampoc no posseïen un paper important en la societat, ni se'ls reconeixia el seu paper en la procreació. Les funcions d'un i altre progenitor, doncs, eren realitzades per les germanes grans i per les tietes dels nens. En aquesta constel·lació, desenvolupaven, generalment, fantasies sexuals cap a les seves germanes. La crítica de Malinowski no nega l'existència del complex com a conflicte nuclear del subjecte, sinó la universalitat del complex d'Èdip a què es referia Freud. Segons Freud, la mare era objecte de desig sexual i el pare d'odi per part del fill, model típic de les classes benestants de la societat austríaca del fin de siècle. Per la seva banda, Malinowski sostenia que poden existir múltiples variants en dependència de les relacions de parentiu de cada societat particular. La controvèrsia més conflictiva no va ser directament amb Freud, sinó que es va desenvolupar entre Malinowski i l'hagiògraf Ernest Jones. El llibre en què Malinowski exposa els seus resultats de recerca antropològica i la seva crítica a la universalitat de l'Èdip es titula Sexe i repressió en la societat primitiva.

### Deleuze i Guattari
El filòsof Gilles Deleuze i el psicoanalista Félix Guattari van treballar en una revisió de la teoria psicoanalítica alliberada del que veuen com un discurs repressor per part de Freud. En critiquen l'autoritarisme, la figura de l'inconscient com a estructura de dominació, la limitació de la idea de la libido i el recurs a les figures familiars que porta a la repressió del desig i concebuda com una manca. LLlur teoria nova, no sols és parcialment referent a la psicoanàlisi, sinó que pretén ser una crítica a la modernitat, i s'anomena esquizoanàlisi.

### Melanie
La cantautora Melanie en la seva cançó «Psychotherapy» de 1970, va fer una versió de l'himne tradicional americà «The Battle Hymn of the Republic» amb un text crític del caire comercial de les teories de Freud:
| «          | anglès Oh sad is the masochism, the vagaries of sex Have turned half the population into total nervous wrecks. But your analyst will cure you, long as you can pay the checks As the id goes marching on. | català Com és trist el masoquisme i els capricis del sexe Han convertit la mitja població en trists sacs de nervis. Però el teu psicoanalista et curarà, sempre que puguessis pagar les factures quan l'«allò» entrarà | » |
| — Melanie, | | |   |

## Pacients
Per respectar el secret professionals, Freud va donar pseudònims als seus clients en els seus escrits. Peter Swales en va rastrejar la identitat real. Alguns dels casos més coneguts són Anna O. (Bertha Pappenheim, 1859–1936); Cäcilie M. (Anna von Lieben); Dora (Ida Bauer, 1882–1945); Frau Emmy von N. (Fanny Moser); Fräulein Elisabeth von R. (Ilona Weiss); Fräulein Katharina (Aurelia Kronich); Fräulein Lucy R.; Little Hans (Herbert Graf, 1903–1973); Rat Man (Ernst Lanzer, 1878–1914); i Wolf Man (Sergiu Pankejeff, 1887–1979). Altres pacients famosos han estat H. D. (1886–1961); Emma Eckstein (1865–1924), Daniel Paul Schreber (1842-1911) i Maria Bonaparte. Amb Gustav Mahler (1860–1911), després d'unes quantes vegades que va demanar hora i que va anul·lar, el 1910 Freud va passejar durant unes quatre hores a la ciiutat neerlandesa de Leiden.

## Llegat

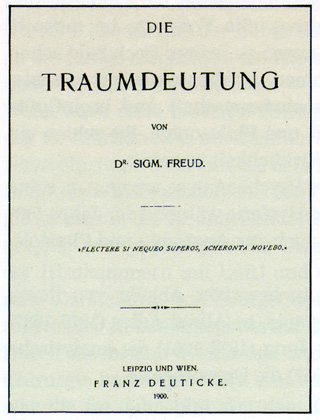
Portada de La interpretació dels somnis.

En el camp de la psicoteràpia, les hipòtesis i mètodes introduïts per Freud van ser polèmics al llarg de la seva vida i ho són encara avui, però poques persones discuteixen el seu gran impacte en la psicologia i la psiquiatria.
Freud popularitzà l'anomenada «cura de la parla»: segons aquest concepte, una persona podria solucionar els seus conflictes simplement parlant-ne. A excepció de la psicoanàlisi tradicional, les psicoteràpies contemporànies descartaren les teories de Freud, aquest mètode bàsic de tractament prové en gran part del seu treball.
La majoria de les teories específiques de Freud, com ara el desenvolupament psicosexual i la seva metodologia, han perdut vigència enfront de la psicologia experimental moderna. Alguns psicoterapeutes, tanmateix, encara fan servir un model de tractament freudià.
En el camp de la filosofia, l'obra de Freud va tenir una gran influència en les ciències socials, especialment en l'Escola de Frankfurt i la teoria crítica. A més a més, molts filòsofs han discutit les seves teories i les seves implicacions en el context del pensament occidental. El model de Freud de la ment es considera sovint un desafiament al model de la filosofia moderna.
En el camp de la política, s'originà el freudomarxisme, que intentà fer compatibles i complementàries les teories de Sigmund Freud i Karl Marx.
Freud també ha tingut una influència de gran abast en la cultura popular. Moltes de les seves idees generals han guanyat un lloc en el pensament quotidià: el «lapsus freudià,» el «complex d'Èdip», entre d'altres.

### Art, literatura i cinema
Al segle xx, les idees de Freud han influït de manera explícita o implícita en corrents d'art, literatura i cinema. Entre les figures més notòries amb influències freudianes, hi ha André Breton, Luis Buñuel, Salvador Dalí i Alfred Hitchcock. L'any 1924, Freud declinaria l'oferta de 25.000 dòlars que l'editor del diari estatunidenc Chicago Tribune li proposà per analitzar un acusat en un sensacionalista judici d'homicidi. De la mateixa manera, el 1925 tornaria a refusar una oferta, però que aquest cop ascendia a 100.000 dòlars per analitzar Samuel Goldwyn, per a col·laborar en una història d'amor sobre Marc Antoni i Cleòpatra VII.
Stefan Zweig i Edward James visitaren Freud a Londres el 19 de juliol del 1938. Els acompanyava Salvador Dalí, que va fer un esbós de Freud per a un quadre.
Les teories de Freud, així com la d'altres psicoanalistes posteriors, se solen utilitzar com a marc teòric per a analitzar obres d'art, literatura i cinema. Les interpretacions freudianes es basen en la visió de Freud de l'art, com un mètode per a la sublimació de desitjos reprimits. El mateix Freud analitzà diverses obres literàries des d'aquesta perspectiva, com per exemple Èdip rei, de Sòfocles i Els germans Karamàzov, de Fiódor Dostoievski. Una anàlisi freudiana d'una obra d'art pot ser enfocada cap a la psicologia dels personatges, de l'autor o del públic.